# Ernst Syberg
Ernst Axel Syberg (* 12. Januar 1906 in Pilegården, Kerteminde; † 17. August 1981 in Vellerup, Skibby) war ein dänischer Maler. Er gehörte der Künstlerkolonie  Odsherred Painters an.

## Familie
Ernst Syberg entstammte einer künstlerischen Familie. Sein Großvater, der Dekorationsmaler Peter Syrak Hansen führte ein offenes Haus für Kunstmaler und Kunststudenten der Insel Fünen. Seine Mutter Anna Syberg (geborene Hansen), sein Vater Fritz Syberg und sein Onkel Peter Hansen zählen zu den namhaften Malern Dänemarks. Sein Bruder Fritz Syberg wurde als Komponist bekannt.

## Schaffen
Ernst Syberg absolvierte bis 1931 ein Jurastudium an der Universität Kopenhagen, ehe er sich als Autodidakt vor allem mit Aquarellen und Ölbildern der Landschaftsmalerei widmete. Er schloss sich den Landschaftsmalern Karl Bovin (1907–1985) und Alfred Simonsen (1906–1935) an und der Künstlerkolonie Odsherred Painters im Nordwesten Seelands. Reisen nach Frankreich, Spanien und Italien weckte vor allem in Italien sein Interesse an Architektur, es entstanden Gemälde von Gebäuden, Straßen und Plätzen. In Florenz und Rom entwarf Syberg Wanddekorationen. Die Künstlervereinigung Corner in Kopenhagen gab ihm eine verlässliche Möglichkeit, seine Werke auszustellen. Werke von Ernst Syberg hängen vor allem in nordischen Museen, zum Beispiel ein Doppelporträt seiner Eltern in der dänischen Nationalgalerie, im Statens-Museum in Kopenhagen.
Ernst Syberg starb im August 1981 in Vellerup.